# امامزاده عبدالله (زبرخان)
امامزاده عبدالله مربوط به اواخر دوره قاجار است و در شهرستان زبرخان، روستای جهان‌آباد واقع شده و این اثر در تاریخ ۷ مهر ۱۳۸۱ با شمارهٔ ثبت ۶۳۷۵ به‌عنوان یکی از آثار ملی ایران به ثبت رسیده‌است.